# Leukotrien B4
Leukotrien B4 – organiczny związek chemiczny z grupy leukotrienów, produkowany podczas zapalenia. Jest wytwarzany przez leukocyty w odpowiedzi na działanie mediatorów zapalnych. Indukuje adhezję i aktywację leukocytów na śródbłonku, umożliwiając im związanie się z nim i przejście do głębszych tkanek. W neutrofilach jest potencjalnym chemoatraktantem, zdolnym do indukowania produkcji reaktywnych form tlenu oraz uwalniania zawartości lizosomów.

Szlak powstawania eikozanoidów